# Campeonato Sudamericano de Voleibol Femenino de 1971
La IX edición del Campeonato Sudamericano de Voleibol Femenino fue realizado en 1971 en la ciudad de Montevideo, capital de Uruguay.

## Campeón
| Perú           |
| Campeón        |
| PERÚ 3º título |

## Clasificación final
| Pos | Equipo    |
| --- | --------- |
| 1   | Perú      |
| 2   | Brasil    |
| 3   | Uruguay   |
| 4   | Paraguay  |
| 5   | Chile     |
| 6   | Argentina |
| 7   | Colombia  |
| 8   | Bolivia   |

| Predecesor: Venezuela 1969 | Campeonato Sudamericano de Voleibol Femenino IX edición | Sucesor: Colombia 1973 |

- Datos: Q2659647